# خوان مونیوس (بازیکن فوتبال، زاده ۱۹۸۵)
خوان مونیوس (انگلیسی: Juan Muñoz؛ زادهٔ ۱۱ ژانویهٔ ۱۹۸۵) بازیکن فوتبال اهل اسپانیا است.
از باشگاه‌هایی که در آن بازی کرده‌است می‌توان به باشگاه فوتبال کیاسو اشاره کرد.